# Daniel Tenenbaum
Daniel Miller Tenenbaum, conhecido simplesmente por Daniel Tenenbaum (Rio de Janeiro, 19 de abril de 1995) é um futebolista brasileiro naturalizado israelense que atua como goleiro.

## Carreira

### Flamengo
Daniel iniciou sua carreira futebolística nas categorias de base Flamengo, depois de ter passado pelo remo (disputou algumas regatas em 2010) e pelo futsal do clube carioca.
Em 2014, ele integrou o elenco rubro-negro na tradicional Copa São Paulo. Neste mesmo ano ele foi promovido ao time principal em 2014 pelo então técnico Vanderlei Luxemburgo, revezando com João Paulo Kuspiosz como terceiro goleiro. Em 7 de dezembro de 2014, fez seu único jogo oficial pelo clube. Ele atuou em partida válida pelo Campeonato Brasileiro daquele ano, em um empate de 1 a 1 contra o Grêmio, quando entrou no segundo tempo após expulsão do César.

### Maccabi Tel Aviv
Sem oportunidades no clube, foi emprestado, em 31 de Agosto de 2016, ao tradicional Maccabi Tel Aviv, de Israel. Por ter se naturalizado israelense antes dos 23 anos, ele teve de servir o exército do país. Por conta disso, atualmente ele divide seu tempo entre as forças aéreas do país e a função de goleiro do clube.
Depois de sete temporadas, 110 jogos e muitos títulos pelo clube, chegou ao fim a trajetória de Daniel Tenenbaum no Maccabi. Tenenbaum conquistou oito títulos, sendo dois Campeonatos Israelenses (2018/2019 e 2019/2020), uma Copa de Israel (2020/2021), duas Supercopas de Israel (2019 e 2020) e três Toto Cups (2017, 2018 e 2020). Ele ainda conseguiu quebrar um recorde no país de maior sequência sem sofrer um gol. Foram mais de 1.200 minutos sem ser vazado, quase 15 jogos.
Foram sete anos de uma experiência fantástica tanto dentro quanto fora de campo, de hábitos e uma cultura totalmente diferentes da brasileira. Pude aprender uma nova língua, conhecer uma outra gastronomia, servi o exército e ainda terminei um MBA. Por incrível que pareça, tudo passou muito rápido. É um ciclo que se encerra aqui e novas portas estão para se abrir. Sigo de cabeça erguida para novos desafios.— Daniel, em entrevista.

### Títulos
Maccabi Tel Aviv
- Campeonato Israelense de Futebol (2): 2018-19, 2019-20
- Toto Cup (3) : 2016-17, 2017-18, 2019-20
- Israel Super Cup (2): 2019, 2020